# 理夏德·博塞克
理夏德·博塞克（波蘭語：Ryszard Bosek，1950年4月12日—），波兰男子排球运动员。他曾代表波兰参加1972年、1976年和1980年夏季奥林匹克运动会排球比赛，其中1976年奥运会获得一枚金牌。